# Wojna o niepodległość Mozambiku
Wojna o niepodległość Mozambiku – długotrwały konflikt pomiędzy afrykańskimi organizacjami niepodległościowymi a portugalską armią. Zapoczątkowana została atakiem Frontu Wyzwolenia Mozambiku (FRELIMO) 25 września 1964 roku na wojskową bazę Mudea. FRELIMO dysponował partyzanckimi kadrami przeszkolonymi w Algierii oraz Egipcie. Organizację materialnie wspierały Chiny, Tanzanię, Zambię i ZSRR. Długoletnia walka Portugalczyków z FRELIMO, pomimo brutalnych pacyfikacji przy jednoczesnym wprowadzaniu reform wewnętrznych nie doprowadziła do osłabienia konfliktu (w roku 1973 szacowana na 20-30 tys. żołnierzy armia „Frontu” zarządzała 25% obszaru kraju). Wojna stała się jedną z przyczyn (ze względu na poniesione koszty) wybuchu rewolucji goździków. Po jej zwycięstwie nowe władze Portugalii we wrześniu 1974 roku nawiązały dialog z przywódcami Frontu Wyzwolenia Mozambiku, a następnie przystały na niepodległość Mozambiku.

## Geneza i utworzenie FRELIMO
Mozambik charakteryzowały duże dysproporcje między zamożną mniejszością portugalską a większością afrykańską. Pomimo trudnych warunków życia mieszkańców kraju, władzę kolonialne nie godził się na żadne ustępstwa polityczne wobec nich - w latach 50. spośród pięciu i pół miliona mieszkańców kraju, jedynie 4000 z nich miało prawo wzięcia udziału w wyborach. Ludność afrykańska będąc w większości analfabetami, zachowała tradycyjne sposób życia. Chęci asymilacji kulturalnej mieszkańców kraju przez Portugalczyków, wzbudziło opór rdzennych mieszkaniowców. Lokalni dysydenci polityczni byli zazwyczaj zmuszani przez władze kolonialne do emigracji z kraju. Portugalczycy ponadto wysyłali mieszkańców kraju do pracy w kopalniach złota i diamentów, w latach 60. było to ponad 250 tysięcy osób. Rolnicy mozambiccy byli zmuszeni do uprawy eksportowego ryżu przy czym otrzymywali niewielki zwrot ze strony rządu. 
W 1962 roku z połączenia trzech mniejszych organizacji, powstał Front Wyzwolenia Mozambiku (FRELIMO). Twórcami organizacji byli emigranci przebywający w sąsiedniej Tanganice. Założycielem i pierwszym liderem ruchu był socjolog Eduardo Mondlane. Ze względu na mające miejsce w portugalskich koloniach liczne represje wobec opozycjonistów, terenem pierwotnej działalności Frontu stały się kraje ościenne. W 1964 roku FRELIMO w obliczu braku możliwości pokojowego wypracowania niepodległości rozpoczęło antyrządowa kampanię partyzancką.

## Przebieg walk

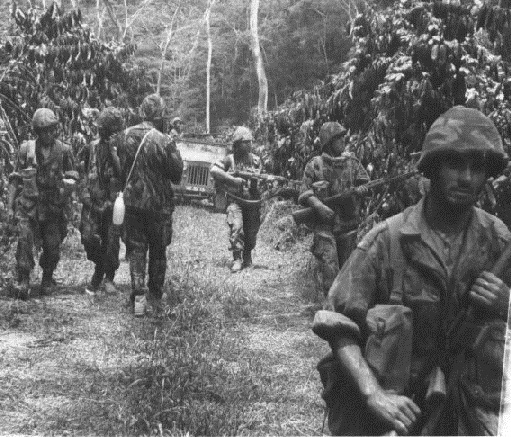
Portugalscy żołnierze w Mozambiku

Do pierwszych walk doszło w 1964 roku gdy partyzanci FRELIMO dokonali ataku na Mozambik ze swoich baz militarnych znajdujących się na terenie Tanzanii. FRELIMO w kampanii wojskowej wsparły na różny sposób państwa tj. Tanzania, Szwecja, Związek Radziecki, Holandia, Dania, Somalia, Jugosławia, Chiny, Kuba, Czechosłowacja, Libia, Norwegia, Algieria, Ghana, Zambia, Bułgaria, Egipt i Brazylia. W 1966 roku Organizacja Jedności Afrykańskiej uznała FRELIMO za jedynego reprezentanta Mozambijczyków. Reżim portugalski wsparły natomiast rasistowskie białe reżimy na Południu Afryki – Rodezja i Południowa Afryka. Rodezja wysłała na pomoc Portugalczykom własne oddziały zbrojne zwalczające partyzantkę FRELIMO. W 1969 roku w zamachu zorganizowanym przez portugalskie służby bezpieczeństwa w Tanzanii, zginął twórca i przywódca ruchu oporu, Mondlane. Jego następcą został ksiądz katolicki Uria Simango odsunięty niebawem przez Samore Machela i Marcelino dos Santosa.

## Zakończenie walk i wybuch wojny domowej
Już po wybuchu antyportugalskiego powstania Organizacja Narodów Zjednoczonych rozpoczęła wywieranie presji na Portugalię aby ta przeprowadziła dekolonializację. Reżim portugalski odrzucał próby przeprowadzenia tego procesu, spowodowało to w 1966 roku uznanie przez ONZ polityki portugalskiej w Mozambiku za ludobójstwo. Również NATO, którego członkiem była Portugalia, próbowało bezskutecznie wpłynąć na postawę Portugalii, która zagroziła odejściem ze struktur sojuszu na wypadek dalszych nacisków. 
Walki trwały do połowy lat 70. gdy po rewolucji goździków w Portugalii, nowe władze nawiązały dialog z przywódcami Frontu Wyzwolenia Mozambiku, walki ustały i rozpoczęto dialog mozambicko-portugalski. W następstwie rozmów doszło do porozumienia zakładającego niepodległość Mozambiku. FRELIMO przejęło władzę w nowo utworzonym państwie. Wkrótce partia przyjęła socjalistyczny model państwa i zaczęła udzielać pomocy organizacjom wyzwoleńczym w RPA i Rodezji co w 1977 roku doprowadziło do wybuchu wojny domowej między FRELIMO a opozycją prawicową skupioną w organizacji partyzanckiej RENAMO.